# ایوان باربرو
ایوان باربرو (انگلیسی: Iván Barbero؛ زادهٔ ۱۷ اوت ۱۹۹۸) بازیکن فوتبال اهل اسپانیا است.
از باشگاه‌هایی که در آن بازی کرده‌است می‌توان به باشگاه فوتبال اوساسونا اشاره کرد.